# شوستاكا
شوستكا (بالأوكرانية: Шостка)‏ هي مدينة في سومي أوبلاست في شمال شرق أوكرانيا. تعد المدينة مدينة ذات أهمية إقليمية.
خلال الغزو الروسي لأوكرانيا عام 2022، احتلت القوات الروسية شوستكا مؤقتًا. غادرت القوات الروسية المدينة أثناء الانسحاب من تشيرنيهيف أوبلاست وسومي أوبلاست.